# Martin Terefe
Martin Terefe (18 de abril de 1969, Estocolmo, Suecia) es un productor y compositor sueco que ahora vive y trabaja en Londres y ha producido canciones y álbumes ganadores de premios Grammy, Grammy Latinos, Brit y Juno con famosos artistas tales como Jason Mraz, Craig David, James Morrison, Backstreet Boys y KT Tunstall. También es miembro del grupo Apparatjik.

## Discografía

### Años 1990
- 1994: Sara Isaksson – Red Eden (productor, songwriter)
- 1994: Sara Isaksson – May (productor) (sencillo)
- 1995: Les Héroïnes original soundtrack (productor)
- 1996: Ardis – Woman (productor, songwriter)
- 1997: Terefe/Whitecross – Terefe/Whitecross (productor, songwriter)
- 1997: Andre de Lang – Worth the Wait (songwriter)
- 1998: Michael Ruff with straitjacket – Feels Good (songwriter)
- 1998: Secret Service – Flash in the night / Oh Susie (The Antiloop Reconstruction) (remixer) (sencillo)
- 1999: The Bisons – EP (remixer)
- 1999: Andre de Lang – Educate your soul (productor, songwriter)
- 1999: Message in a bottle original soundtrack (productor)
- 1999: Glen Scott – Without Vertigo (productor, songwriter)

### Años 2000
- 2000: Joanna de Seyne – Picture This (productor, songwriter, mixer)
- 2000: Glen Scott – The deafening silence (productor)
- 2000: Amy Giles – Other (productor)
- 2000: Michael Ruff – Lovesongs + Lullabies (producer, songwriter, mixer)
- 2000: Ana Egge – 101 Sundays (productor)
- 2001: Shea Seger – The May Street Project (productor, songwriter, mixer)
- 2001: Rosalie Deighton – Truth Drug (songwriter)
- 2001: This is where I belong – The songs of Ray Darius + the kinks
- 2001: Glen Scott – Soul Rider (productor)
- 2001: Steve Balsamo – Sugar for the soul (productor, songwriter)
- 2001: Leona Naess – I Tried to Rock You But You Only Roll (productor)
- 2001: The Bisons – Compactor (productor)
- 2002: Ron Sexsmith – Cobblestone Runway (productor)
- 2002: Elisa – Come Speak To Me (producer, remixer) (sencillo)
- 2003: Clarksville – The Half Chapter (productor, songwriter)
- 2003: Beautiful: A Tribute to Gordon Lightfoot (intérprete junto a Ron Sexsmith en Drifters y productor)
- 2003: Staireo – Staireo (productor)
- 2003: Eloise Laws  – Secrets (coescribió Leave The Light On y Listen to the Moonlight con Michael Ruff)
- 2003: Ron Sexsmith – Rarities (productor)
- 2004: KT Tunstall – Black and White (productor, songwriter, mixer) (sencillo)
- 2004: Juliet Turner – Season of the Hurricane (productor, songwriter)
- 2004: Alex Cuba Band – Humo De Tabaco (productor, mixer)
- 2004: Brinkman – Where The Years Go (productor)
- 2004: Ron Sexsmith and Various Artists  – For the kids too – (productor, mixer) (sencillo)
- 2004: KT Tunstall – False Alarm EP (songwriter)
- 2004: Kim Richey – The Collection (productor, mixer)
- 2004: Ron Sexsmith – Retriever (productor)
- 2004: Jason Mraz – (Live) Tonight Not Again (songwriter)
- 2004: Beautiful Dreamer – The songs of Stephen Foster compilation album (productor, mixer)
- 2004: Magne F – Past Perfect Future Tense (productor, mixer)
- 2004: KT Tunstall –  Eye to the Telescope  (co-wrote Other Side of the World and Through The Dark, productor)
- 2005: Jaci Velasquez – Beauty Has Grace (productor)
- 2005: Jason Mraz feat. Alex Cuba Band – Dramática Mujer (The Target Red Room Vol. 4) – (productor, songwriter)
- 2005: Cat Stevens – Gold (produjo la canción Indian Ocean)
- 2005: KT Tunstall –  Other Side of the World (productor, songwriter) (sencillo)
- 2005: a-ha – Analogue (coescribió y produjo Celice)
- 2006: Teitur – Stay under the stars (productor)
- 2006: Declan O'Rourke – Since Kyabram (productor)
- 2006: Gareth Gates – Pictures of the Other Side(co-wrote Changes, Lost in You, 19 Minutes, Can't Believe It's Over, Afterglow, Angel on My Shoulder, producer)
- 2006: Cyril Paulus – Un Autre Nom (producer, songwriter)
- 2006: James Morrison – Undiscovered (producer, songwriter)
- 2007: Ben's Brother – Beta Male Fairytales (producer, songwriter)
- 2007: Mutya Buena – Real Girl (producer) (sencillo)
- 2007: Jamie Scott – Park Bench Theories (producer, songwriter)
- 2007: Craig David – Trust Me (producer, songwriter)
- 2007: KT Tunstall – Drastic Fantastic (songwriter Funnyman)
- 2007: Umi no Shanghai (The Longest Night in Shanghai soundtrack) (songwriter and performer with Guy Berryman and Magne Furuholmen on Bass Theme and Guy Romance Theme)
- 2008: Martha Wainwright – I Know You're Married But I've Got Feelings Too (producer)
- 2008: Ron Sexsmith – Exit Strategy of the Soul (producer)
- 2008: Corneille – The Birth of Corneillius (producer, songwriter)
- 2008: James Morrison  – Songs for You, Truths for Me (co-wrote, produced and played on The Only Night, Once When I Was Little)
- 2008: Bruce Parry Presents:  Amazon Tribe – Songs for Survival compilation (producer, songwriter)
- 2008: Jason Mraz – I'm Yours (producer) (sencillo)
- 2008: Jason Mraz – We Sing. We Dance. We Steal Things. (producer, songwriter)
- 2009: Yusuf – Roadsinger (produjo cinco de las canciones, entre ellas el sencillo Thinking 'Bout You)
- 2009: Train – Save Me, San Francisco (producer)
- 2009: Howie Day – Sound the Alarm (producer, songwriter)
- 2009: Jason Mraz & Colbie Caillat - Lucky
- 2009: a-ha – Foot of the Mountain (songwriter) (sencillo)
- 2009: Gin – Holy Smoke (producer)
- 2009: Waylon – Wicked Ways (producer, songwriter)
- 2009: Westlife – Where We Are (producer)
- 2009: Terefe / Whitecross – From here to Helsinki (artist)
- 2009: Jamie Cullum – The Pursuit (producer)

|

### Años 2010
- 2010: Apparatjik – We Are Here (producer, artist)
- 2010: a-ha – Butterfly, Butterfly (producer) (sencillo)
- 2010: KT Tunstall – Tiger Suit (songwriter)
- 2010: Joshua Radin – The Rock and The Tide (producer, songwriter)
- 2010: Alyssa Bennal  – Alyssa Bennal EP (producer, songwriter)
- 2010: Eric Gadd – Rise Up! (producer, songwriter)
- 2010: Jason Mraz – Life is Good  (songwriter) (sencillo)
- 2010: Train  – Hey, Soul Sister (producer) (sencillo). The song reached number three on the Billboard Hot 100 and sold over five million digital copies in the US[2]
- 2010: Charlotte Church – Back to Scratch (producer)
- 2011: Beverly Knight – Soul UK (produced most of the album)
- 2011: Apparatjik – Combat Disco Music (artist, producer) (sencillo)
- 2011: Emma's Imagination – Stand Still (producer)
- 2011: Greyson Chance – Hold On 'Til the Night (co-wrote Little London Girl, producer)
- 2011: Mamas Gun – The life and Soul (producer)
- 2011: Mads Langer – Behold (producer)
- 2011: Brett Dennen –  Loverboy  (producer)
- 2011: James Morrison  – The Awakening (co-wrote the song All Around The World)
- 2011: Alyssa Bernal – Love Hangover (co-wrote the song Soaking Up The Sun with James Morrison )
- 2011: Javier Colon – Come Through For You (coescribió Stand Up junto con Pharrell Williams and produced The Truth)
- 2011: Mary J. Blige – This Live II (Act 1) (produced the song Need Someone)
- 2011: Luca Dirisio – Compis (A Pretty Fucking Good Album) (producer)
- 2012: Apparatjik – Square Peg in a Round Hole (artist, producer)
- 2012: Engelbert Humperdinck – Love Will Set You Free (co-wrote with Sacha Skarbek this song for the Eurovision Song Contest 2012) (sencillo)
- 2012: Jason Mraz – Love Is a Four Letter Word (writer)
- 2012: Casey Abrams – Casey Abrams (writer, performer, backing vocals, producer)
- 2012: Delta Goodrem I Lost All Love 4 U (Child Of the Universe) (Writer, Editor, Producer)
- 2013: Jesse & Joy - Soltando al perro
- 2013: Martin Halla – Winter Days (co-wrote the songs Illuminate The Sky, Ignited, The River, He's The One, All The Red Lights, producer)
- 2013: Backstreet Boys – In a World Like This (producer, songwriter)
- 2013: Miguel Bosé – Papitwo (producer)
- 2013: James Blunt- Moon landing (producer)
- 2013: 	Shane Filan – You & Me 	(producer)
- 2013: 	KT Tunstall – Feel It All sencillo (Mixing / Additional production)
- 2013: 	Zaz – Recto Verso (songwriter, producer)
- 2013: Marius Beck – Majors & Minors EP (producer)
- 2014: Ricardo Arjona – Viaje (producer)
- 2014: Luis Fonsi – 8 (producer)
- 2014: Engelbert Humperdinck – Engelbert Calling (producer)
- 2014: Amaia Montero – Si Dios Quiere, Yo Tambien (producer)
- 2014: Lowell – We Loved Her Dearly (producer, songwriter, engineering, mixing)
- 2014: Tini – Undo My Heart (songwriter, producer)
- 2015: MisterWives - "Our Own House" (songwriter)
- 2015: Shawn Mendes - "Handwritten" (producer, songwriter)
- 2015: MIKA - "No Place in Heaven" (producer)
- 2015: James Morrison - Higher Than Here (producer, songwriter)
- 2015: Mike Posner - The Truth (EP) (producer)
- 2015: Concha Buika – Vivir Sin Miedo (producer)
- 2015: a-ha - Cast in Steel (songwriter)
- 2015: Mike Posner - "I Took a Pill in Ibiza" (producer)
- 2015: Zaz - Sur La Route (producer)
- 2016: Josh Flowers & The Wild - Let The Dirt Live (producer, songwriter)
- 2016: Mike Posner - At Night, Alone. (producer, songwriter)
- 2016: Christina Aguilera - "Change" (producer)
- 2016: Ward Thomas - "Cartwheels" (producer, songwriter)
- 2016: Abel Pintos - "11" (producer)
- 2016: Fetsum - Light In A Dark Place (producer, songwriter)
- 2017: James Blunt - The Afterlove (producer)
- 2017: Theory of a Deadman - Wake Up Call (producer)
- 2017: a-ha - "Take On Me (Acoustic)" (producer)
- 2017: Coldplay feat. Big Sean - "Miracles (Someone Special)" (additional production)
- 2017: Robin Shulz feat. James Blunt - "OK" (additional production)
- 2017: Dan Caplen - "Blinded By The Lights" (additional production)
- 2017: Anoushka Lucas - "Dark Soul" (songwriter, producer)
- 2017: Josh Flowers - Car You Drive (producer)
- 2018: YUNGBLUD - 21st Century Liability (producer and additional songwriting)
- 2018: Alice Chater - Hourglass
- 2018: Amaia Montero - Nacidos para Creer (producer)[3]
- 2018: KT Tunstall – WAX (songwriter)
- 2019: Martin Terefe - Some Advice For The Kids (songwriter, performer)
- 2019: Alice Chater - Tonight